# 克羅斯比號驅逐艦 (DD-164)
克羅斯比號驅逐艦（舷號DD-164）是一艘美國海軍建造的驅逐艦，為維克斯級驅逐艦的90號艦。她是美軍第一艘以克羅斯比為名的軍艦，以紀念美國內戰時期的海軍軍官皮爾斯·克羅斯比（Pierce Crosby）。
克羅斯比號在1918年於霍河造船廠開始建造，在同年下水，於1919年服役，其時第一次世界大戰已經結束。稍後克羅斯比號分別在大西洋及太平洋執勤，於1922年退役封存。第二次世界大戰爆發後，克羅斯比號重新服役，並派往大西洋作中立巡航，護航商船。1943年克羅斯比號改裝為高速運輸艦，並派往太平洋戰場，先後參與所羅門群島戰役、新畿內亞戰役、菲律賓戰役及沖繩戰役。1945年克羅斯比號退役除籍，並在1946年出售拆解。
克羅斯比號在第二次世界大戰共獲一次海軍部隊嘉獎勳表及10枚戰鬥之星。